# Тумащ
Тумащ — давньоруська фортеця на річці Стугні в Київській землі. Тумащ був важливим опорним пунктом, який захищав в XI—XIII століттях разом з сусідніми Треполем і Василевом Київ від половців.

## Літописний Тумащ
Точних даних про те, ким він був заснований, немає. Згідно даних археології, укріплення було побудоване у ХІ ст. Вперше згадується в Лаврентіївському літописі під 1150 роком у зв'язку з міжусобною боротьбою Ізяслава Мстиславича Волинського і Юрія Володимировича Долгорукого за київський престол. Неподалік від Тумаща відбулася битва між Ізяславом Мстиславичем і союзником Долгорукого Володимирком Галицьким.
У 1168 році в Тумащі помер під час походу на половців брат київського князя Мстислава Ізяславича Ярополк Ізяславич (князь буський і шумський):
|  | Ярополк Ізяславич, брат Мстиславів, вельми недугував, ідучи в похід [і] не хотячи од братів своїх одстати. І перебував він у [городі] Тумащі, і вельми став знемагати. І настигла вість Мстислава за Каневом: «Брат твій вельми знемагає». І послав Мстислав [гінця] до ігумена Полікарпа і до Даниїла, попа свого, велячи їм їхати до брата Ярополка [і] кажучи їм обом так: «Якщо ото бог візьме брата мойого, то, опрятавши тіло його, одвезіте ж до святого Феодора». А преставився Ярополк, син Ізяславів, місяця березня в сьомий день, у день четверга середохресної неділі |

Надалі відомостей про Тумащ в літописах немає, проте, перебуваючи на підступах до Києва, імовірно, фортецю не раз атакували половці. Цілком ймовірно, був розорений під час Батиєвої навали і припинив своє існування.

## Городище

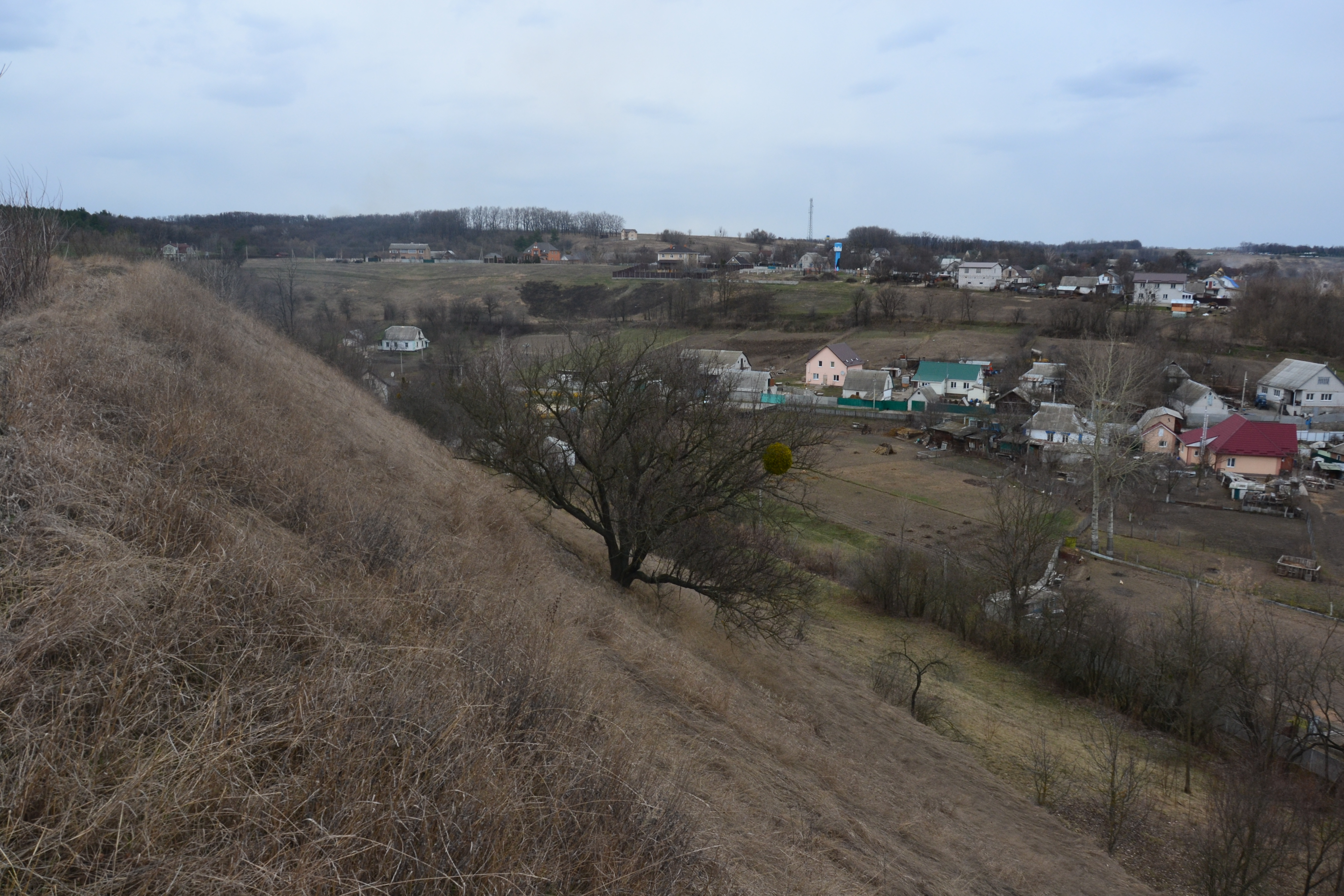
Вал дитинця Тумаща

Городище розташоване на західній окраїні села Старі Безрадичі, на лівому мисі річки Стугна. Дитинець городище займає площу 1,8 га, окольний град — 8 га. Основу валу городище складали заповнені землею зруби.
В'їзд до дитинця розташований з південно-західної напільної сторони. На початку ХХ ст. археолог В.Хвойка бачив вали з південної частини окольного граду. Станом на другу половину ХХ ст. їхніх слідів не залишилося внаслідок інтенсивного розорювання ґрунту.
Тумащ неодноразово досліджувався археологами. Першим був В.Хвойка, згодом на городищі проводив дослідження П.Раппопорт. В 1963—1964 рр. стаціонарні розкопки пам'ятки проводив Б.Рибаков.
Культурний шар городища містить знахідки зарубинецької культури і давньоруських часів (ХІ-ХІІІ ст.). Під час розкопок на території літописного Тумаща було виявлено заглиблені в землю житла, знайдено кераміку і срібну гривну київського типу, а також скляні браслети, шиферні прясла, прикраси, знаряддя праці. Також на городищі було знайдено свинцеву вислу печатку греко-руського типу із зображенням святого Романа.

## Торчеська гіпотеза
На думку деяких краєзнавців, городище в Старих Безрадичах — це не літописний Тумащ, а Торчеськ — центр торків, вперше згаданий у джерелах в 1093 році. Поблизу городища в 2009 році було навіть встановлено меморальну дошку із відповідним написом. Однак більшість істориків вважають це припущення хибним.

## Галерея

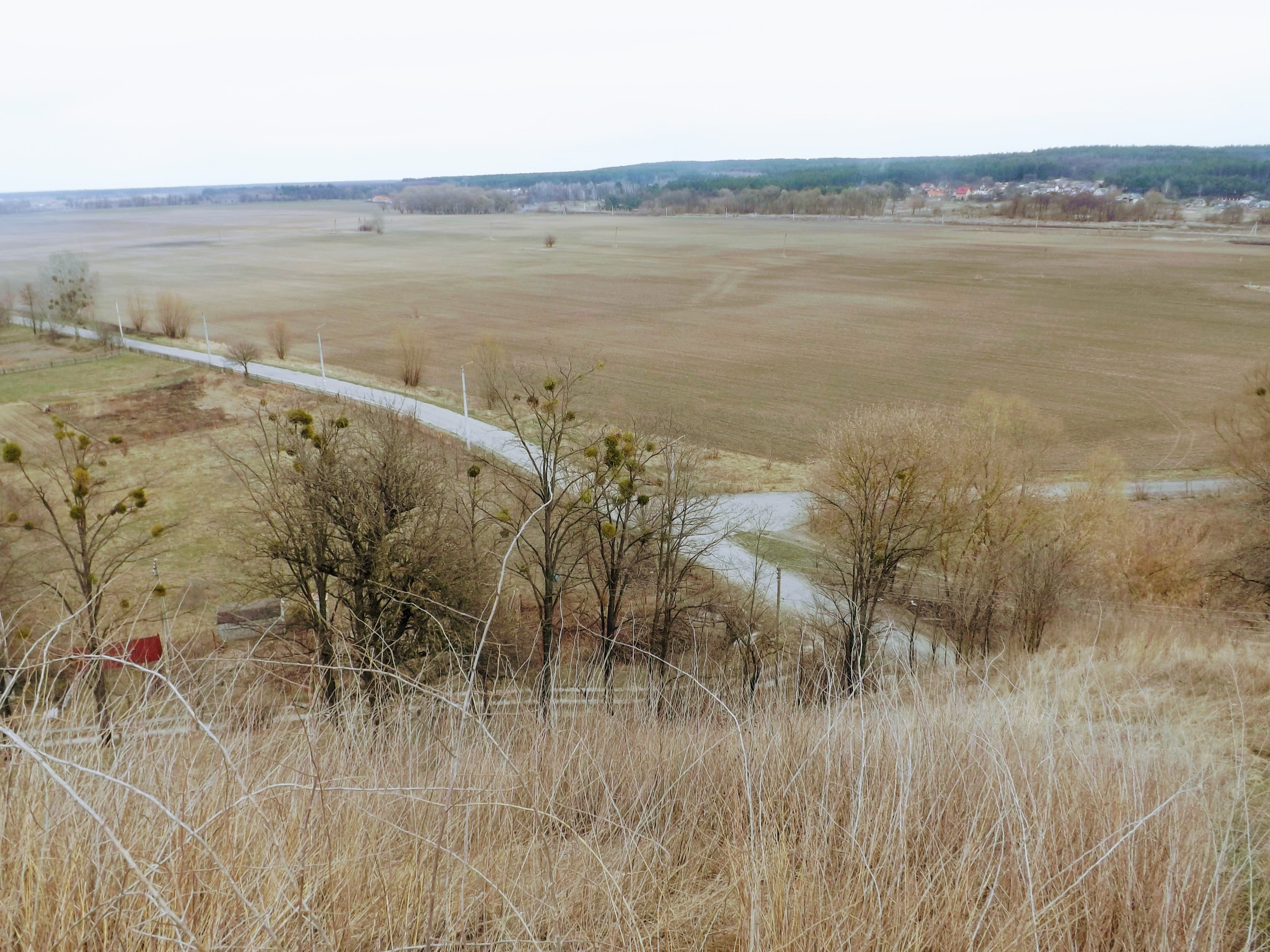
Вид з дитинця
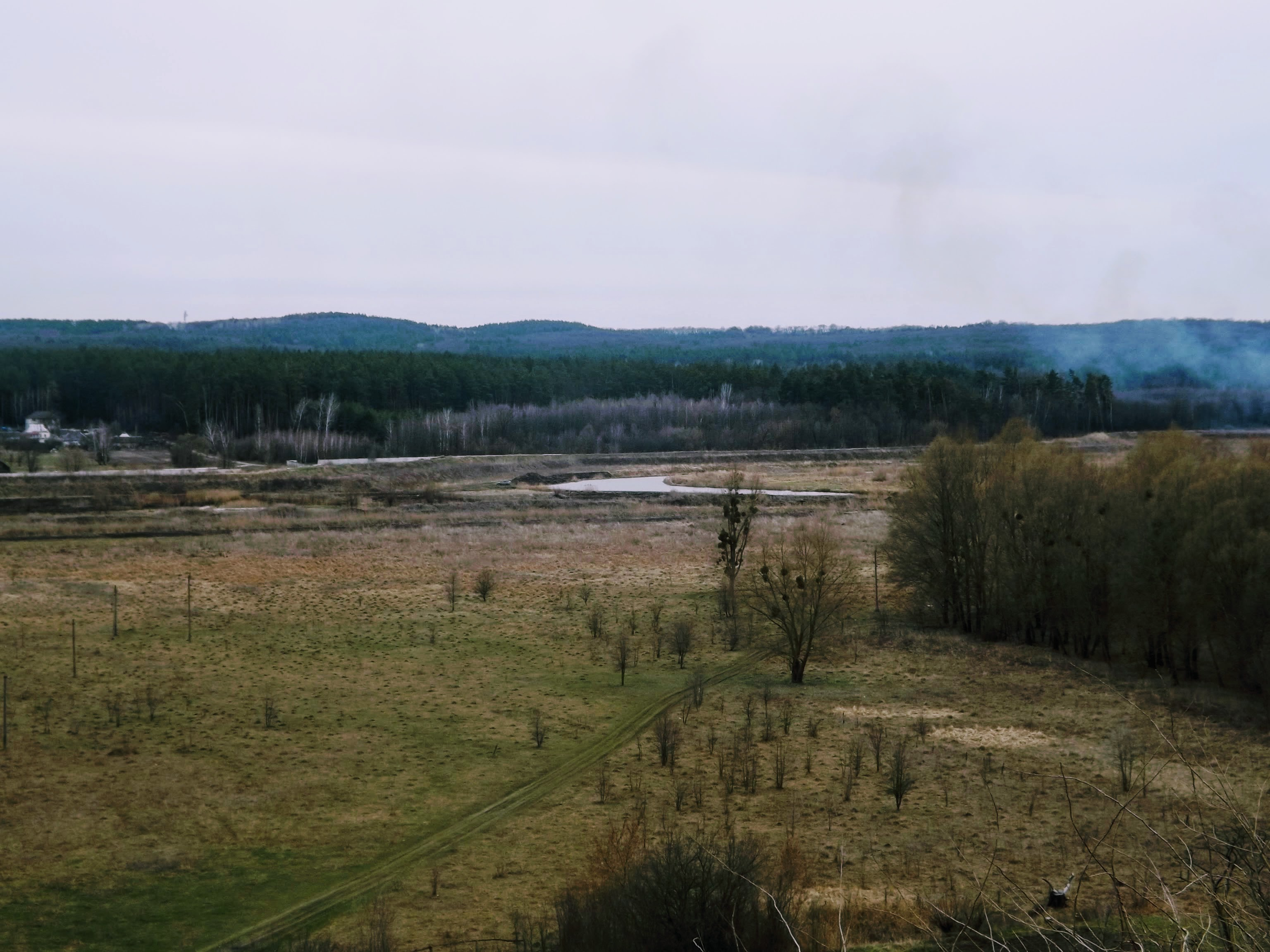
Вид з дитинця на Стугну
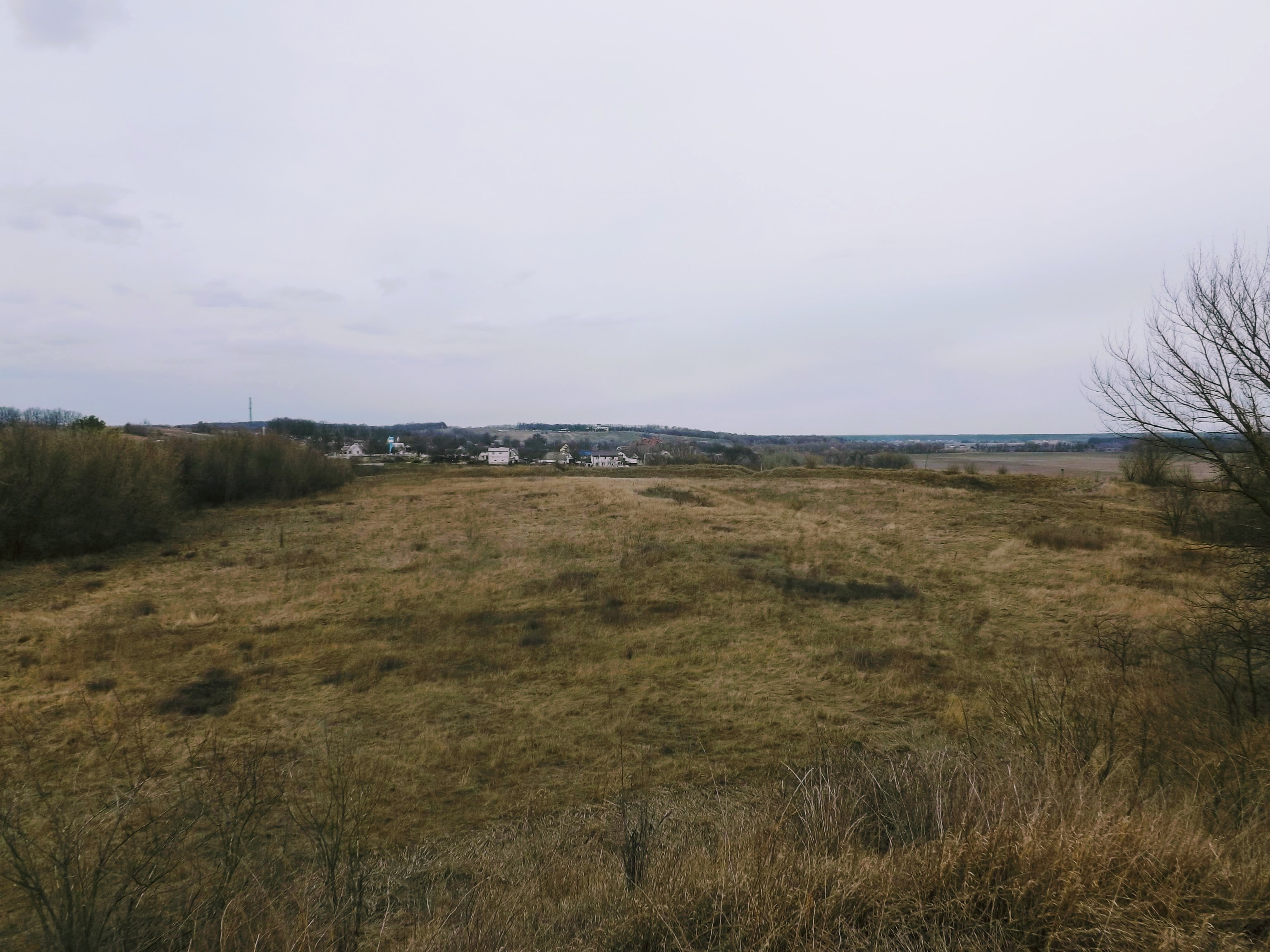
Дитинець Тумаща
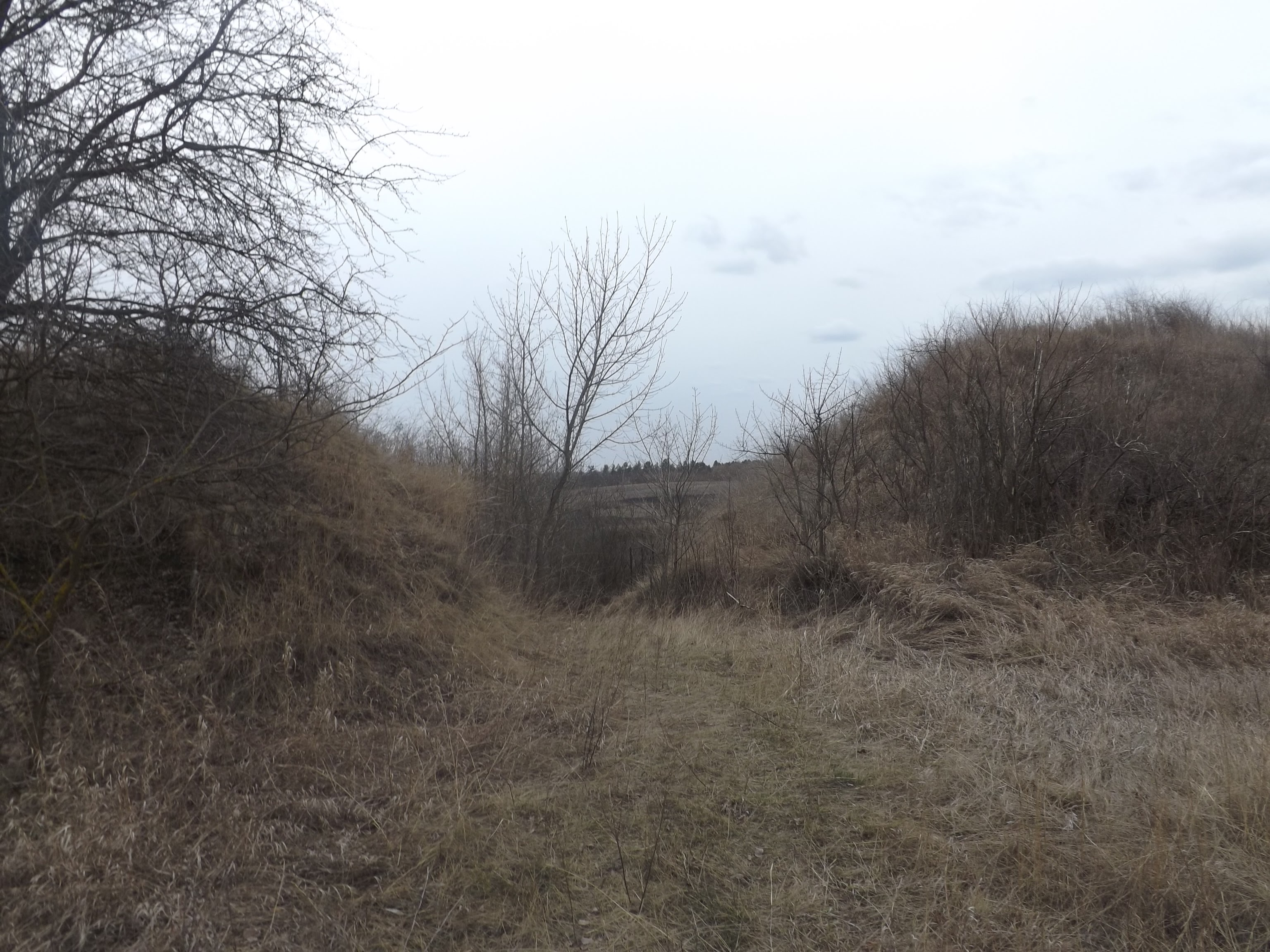
Вихід з дитинця
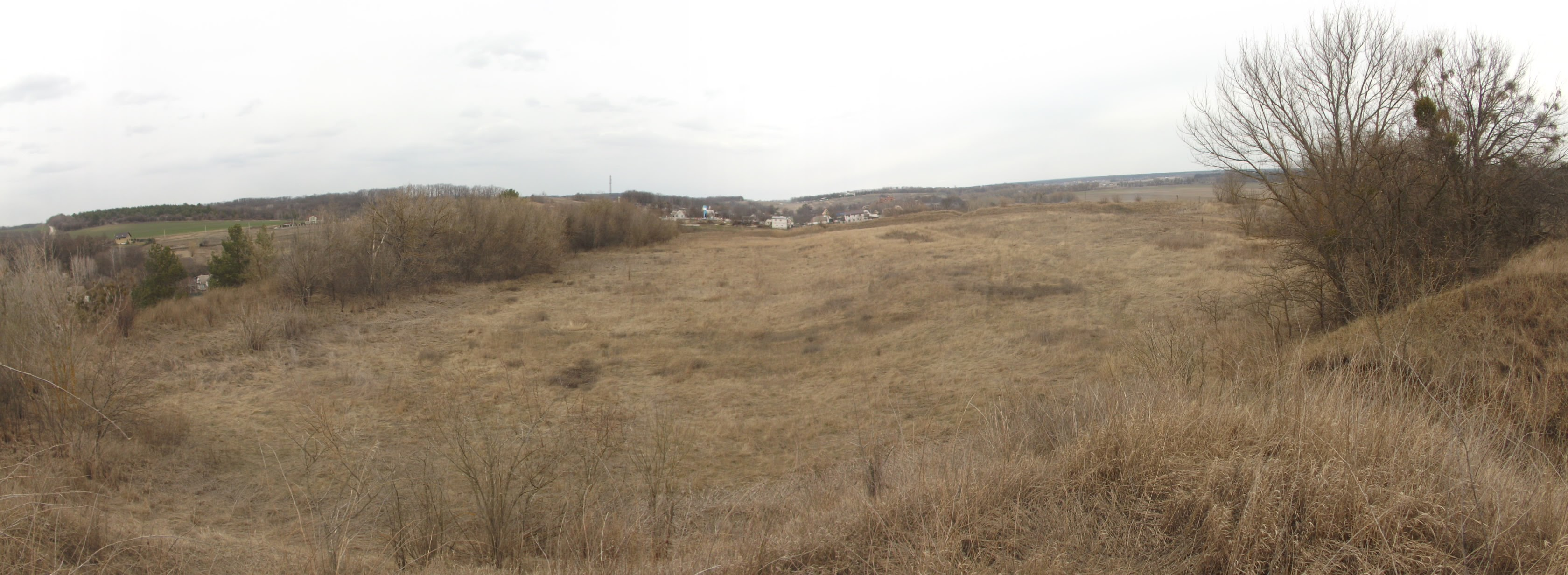
Дитинець
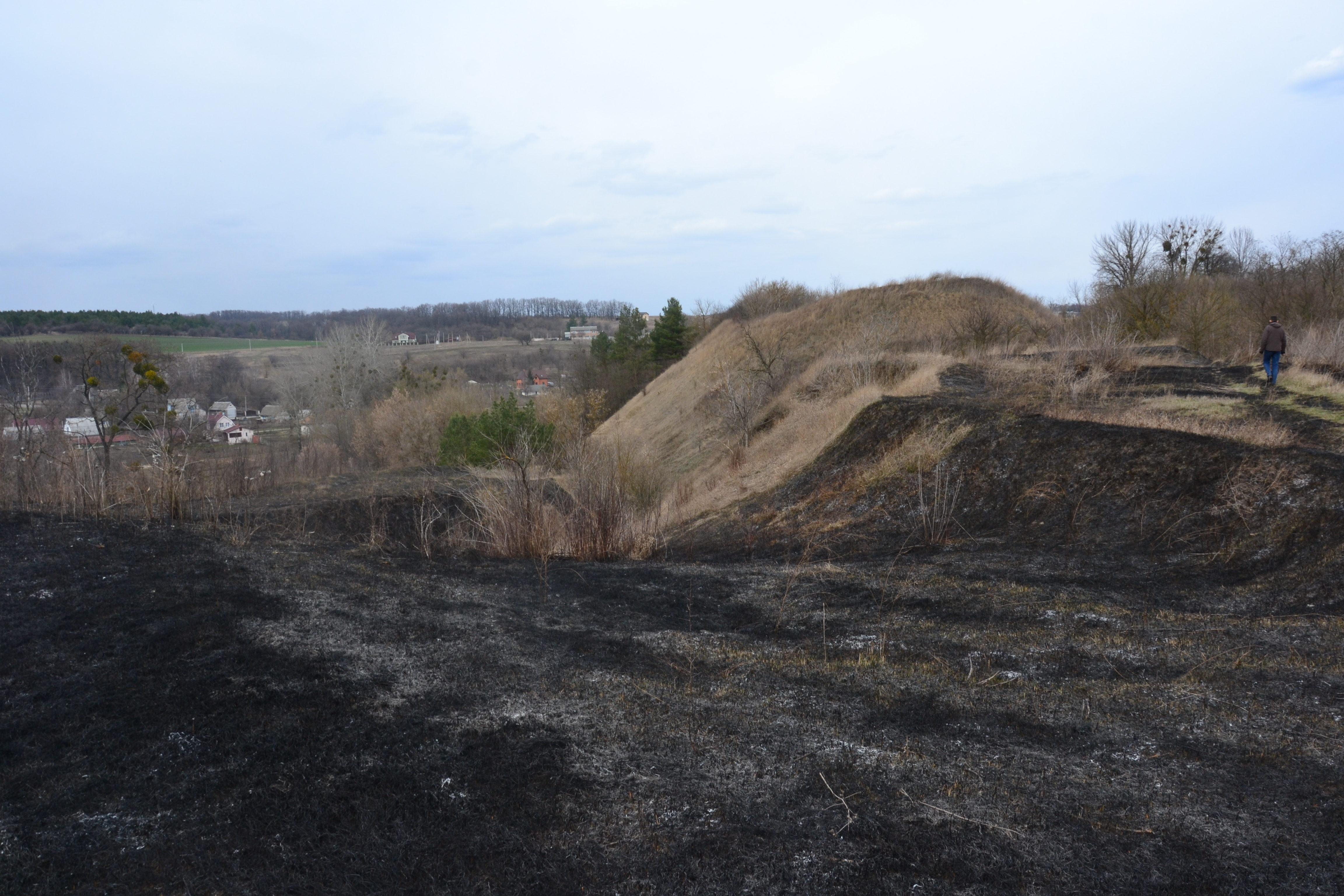
Вид на дитинець з окольного граду
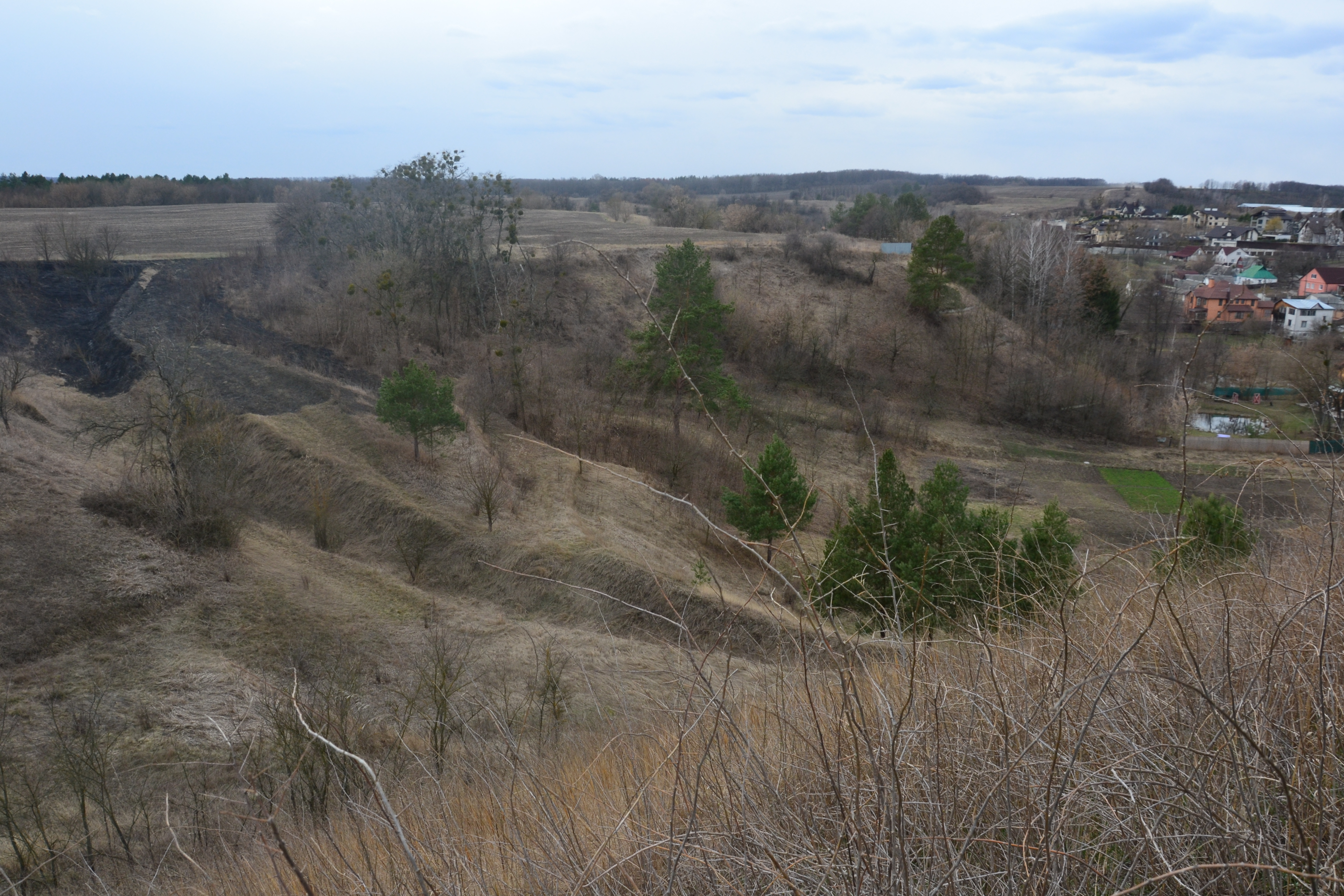
Вид на окольний град з дитинця
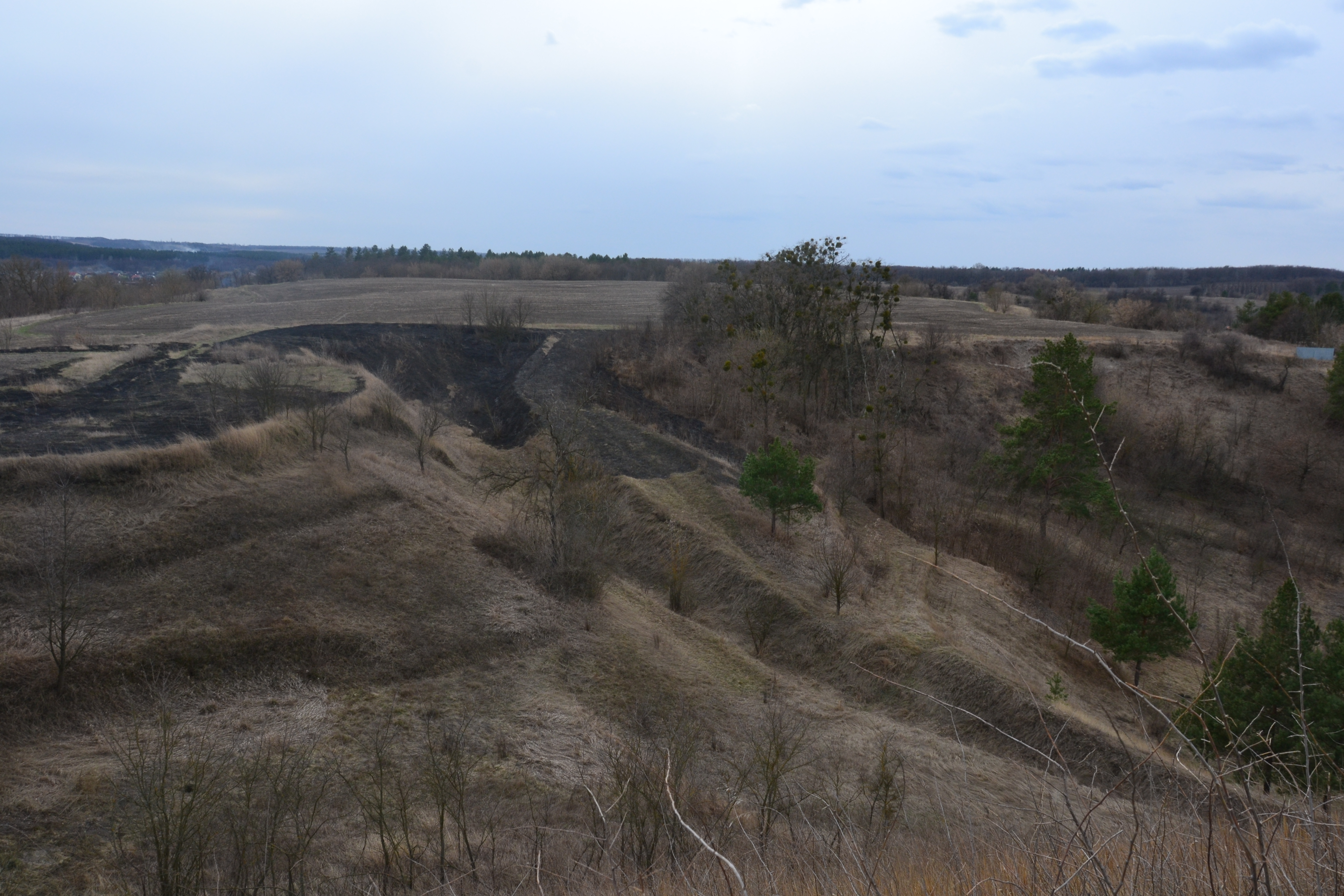
Вид на окольний град з дитинця
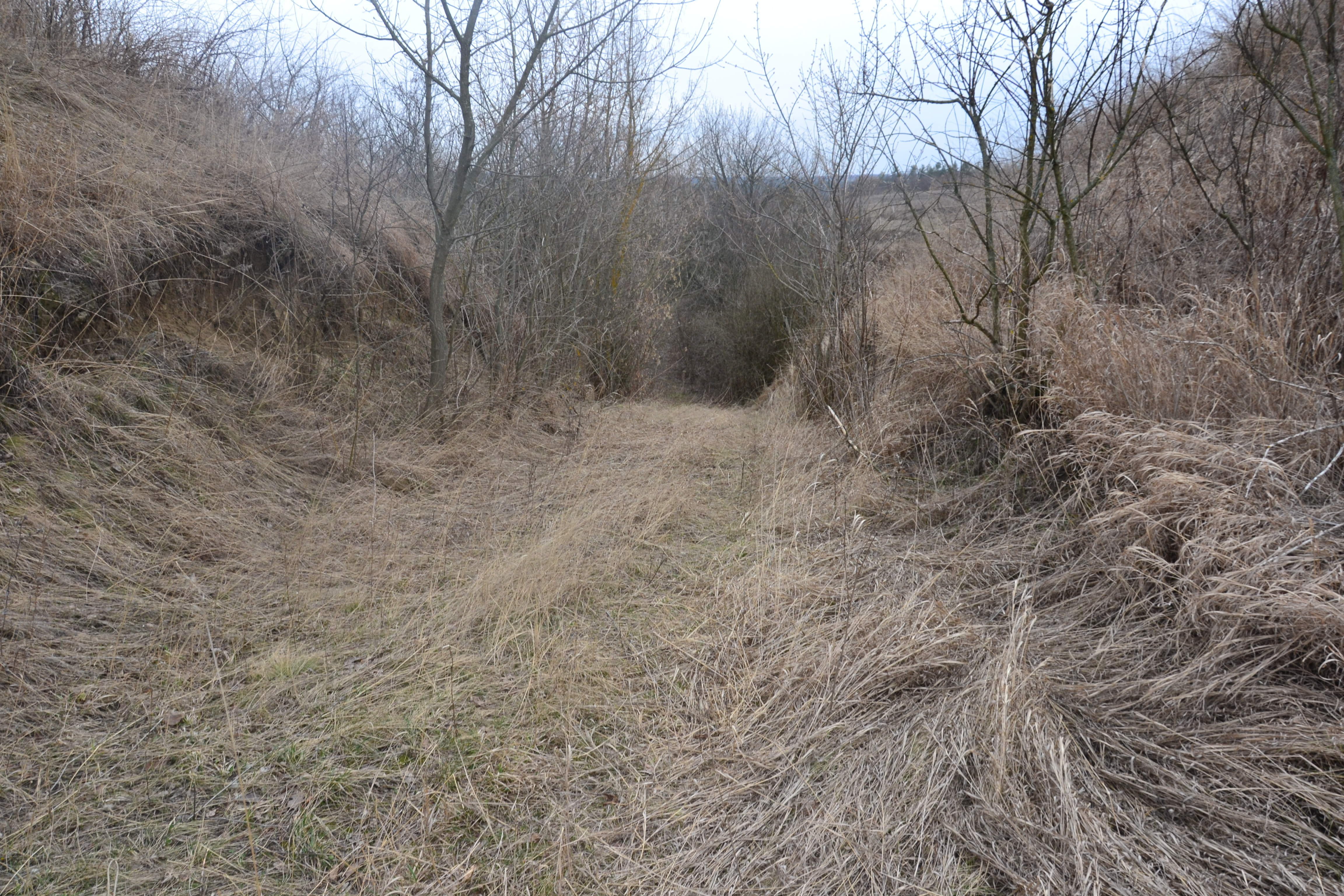
Вихід з дитинця
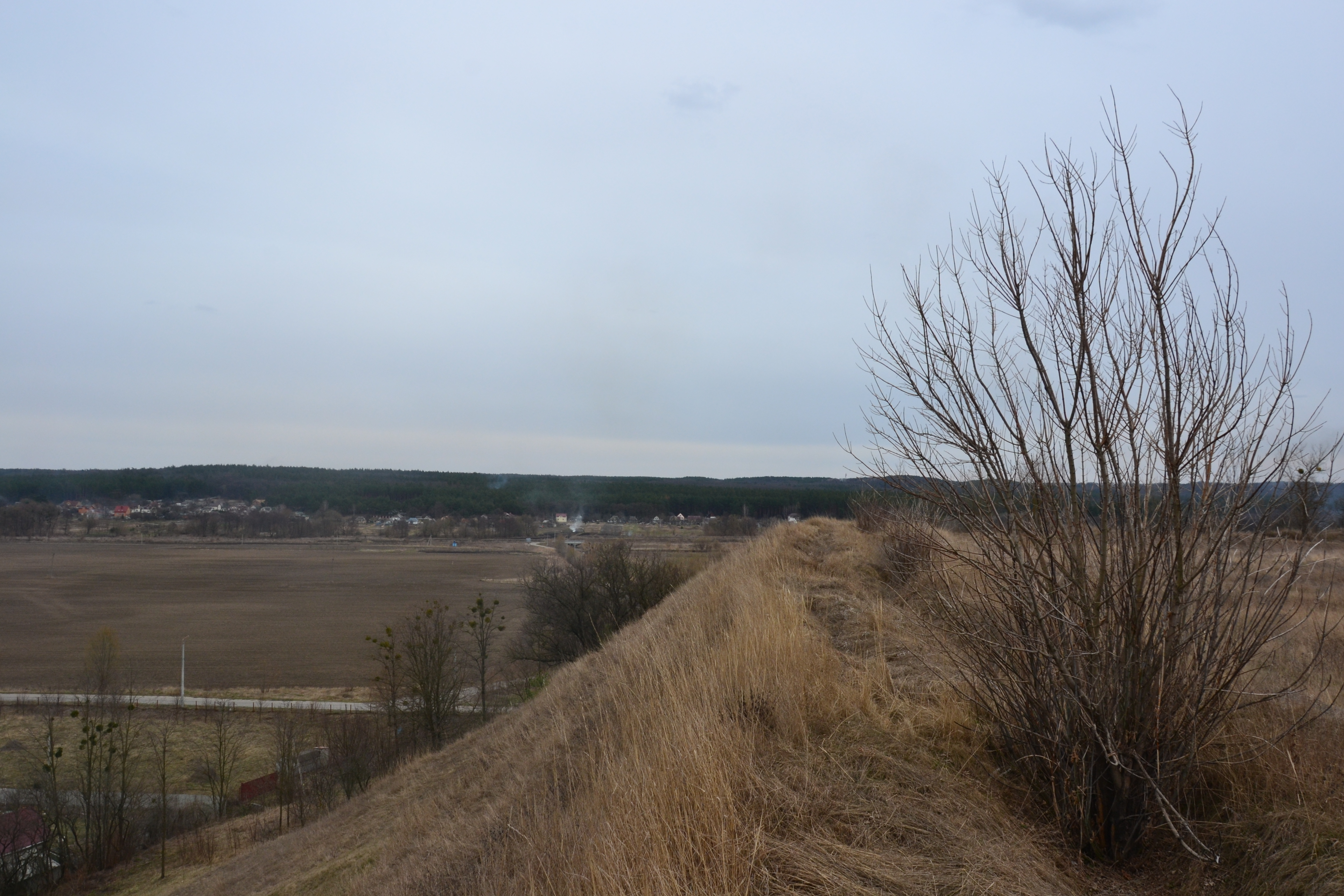
Вал дитинця
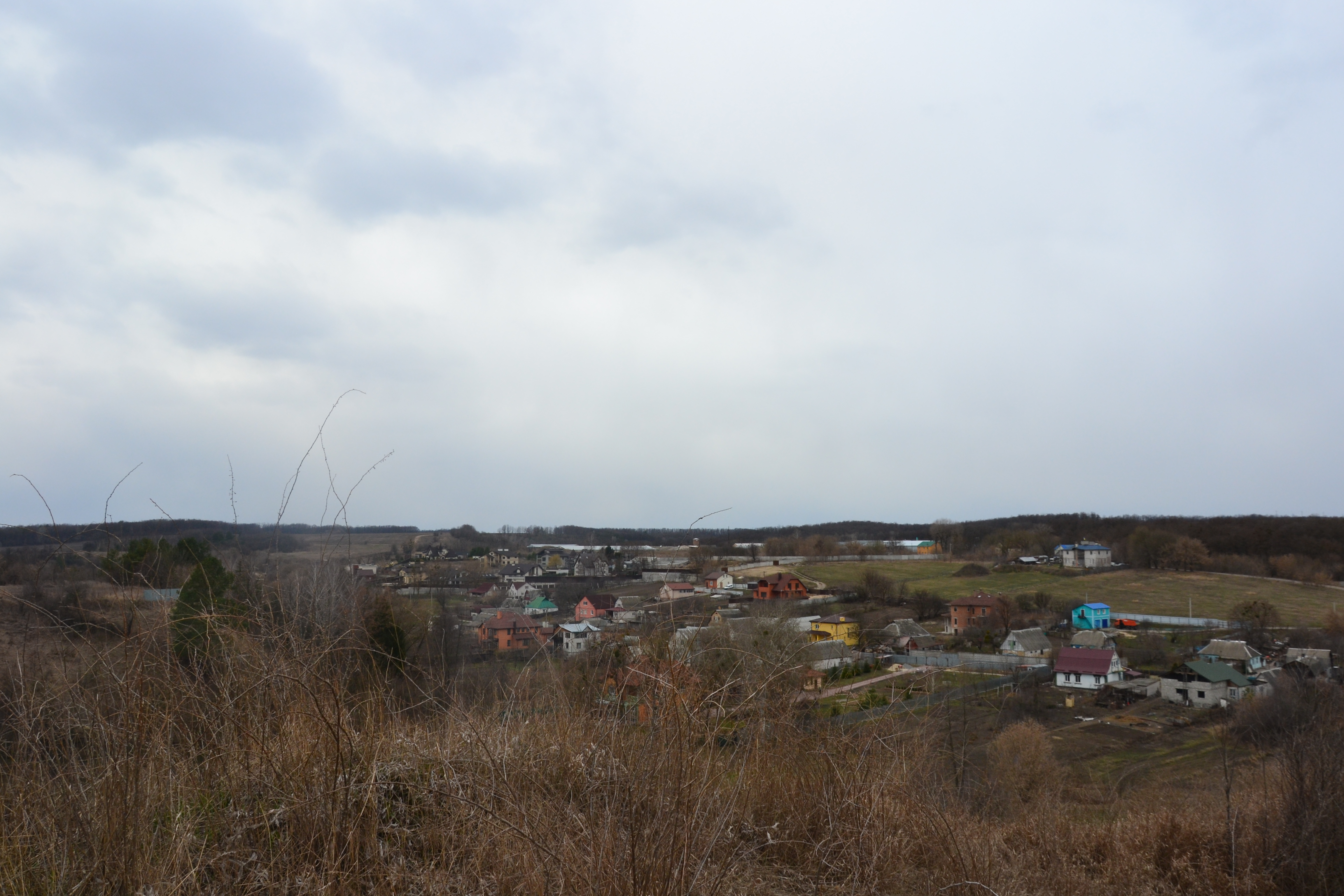
Вид на село
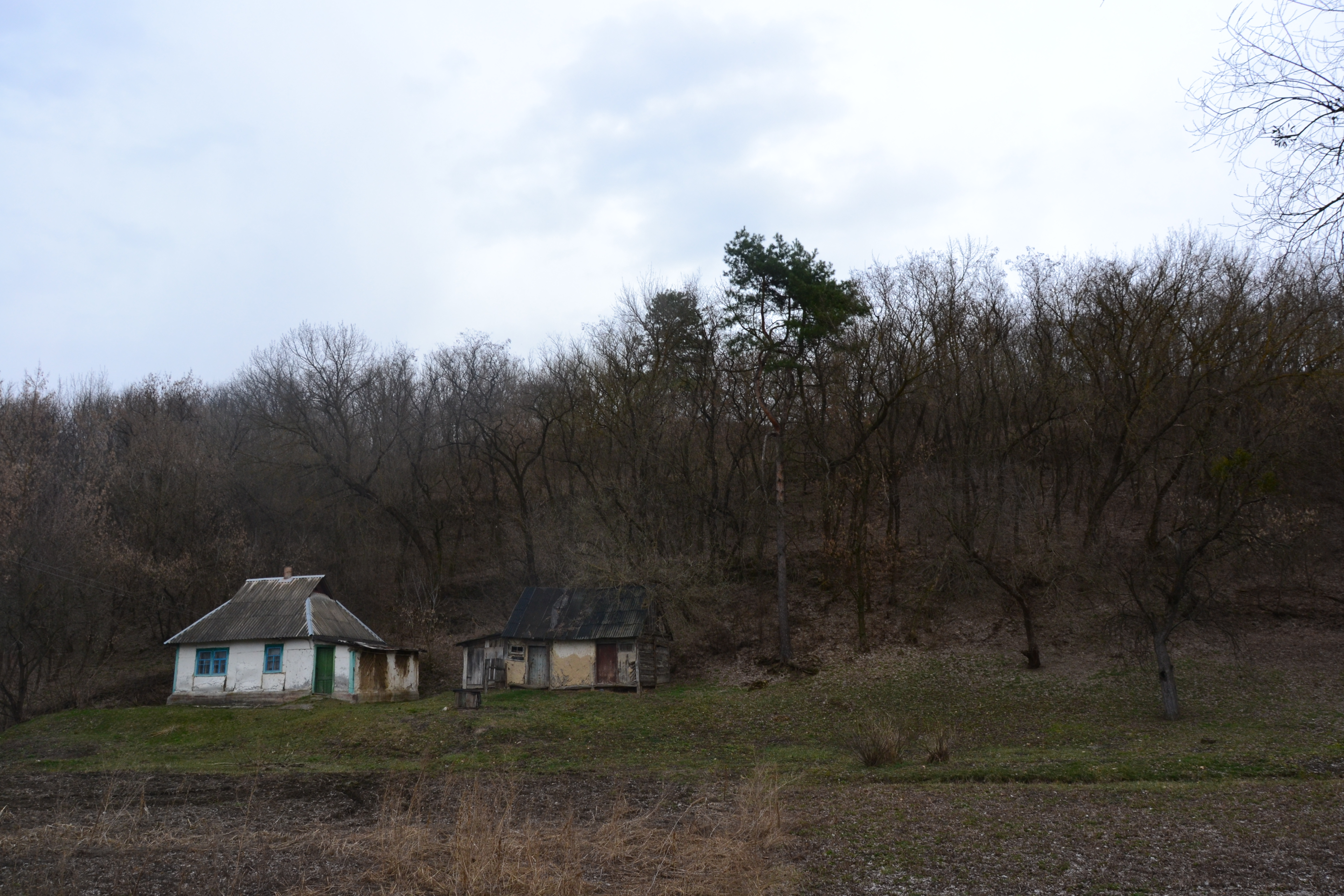
Хати під валом дитинця
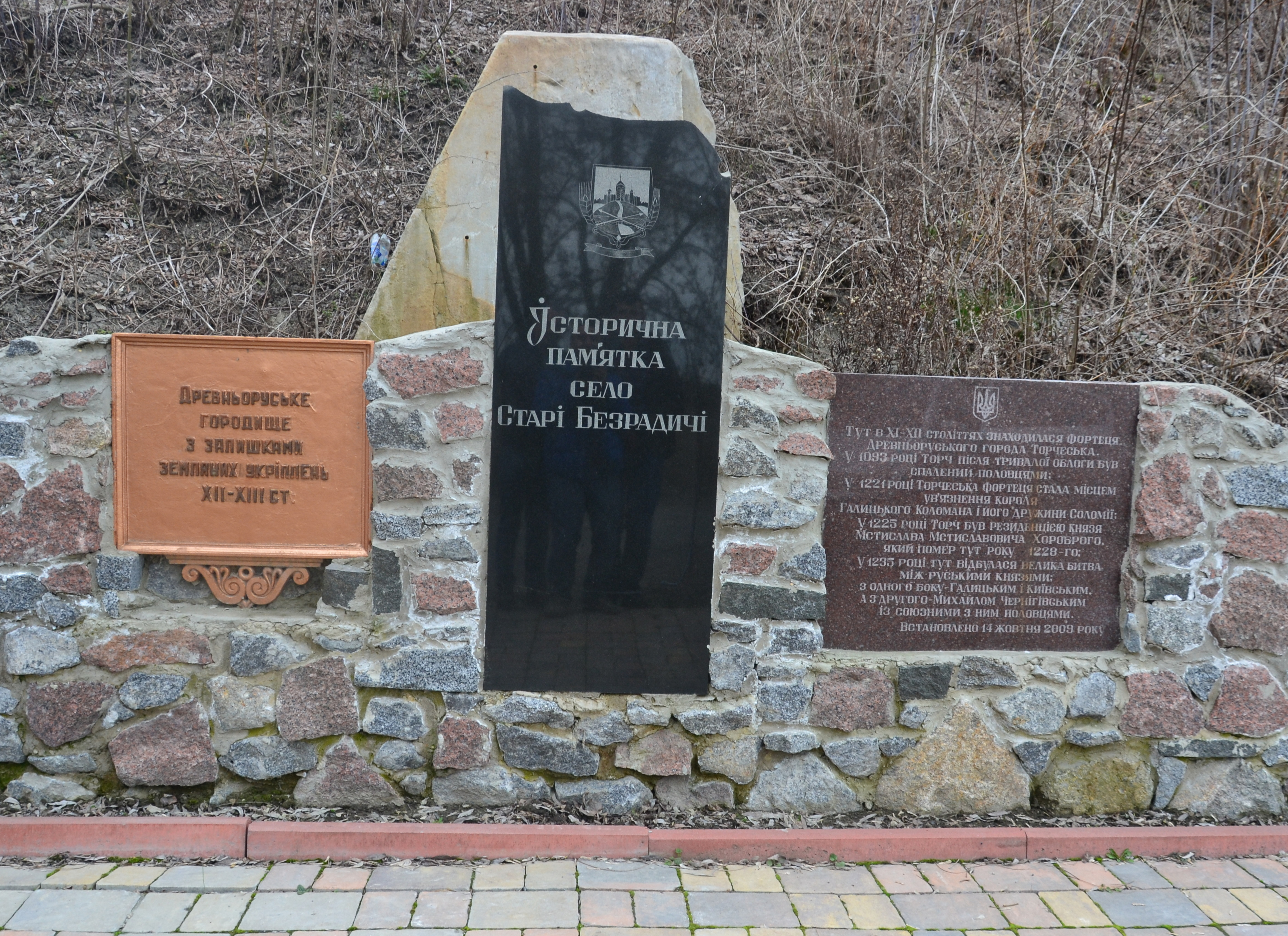
Меморіальні знаки
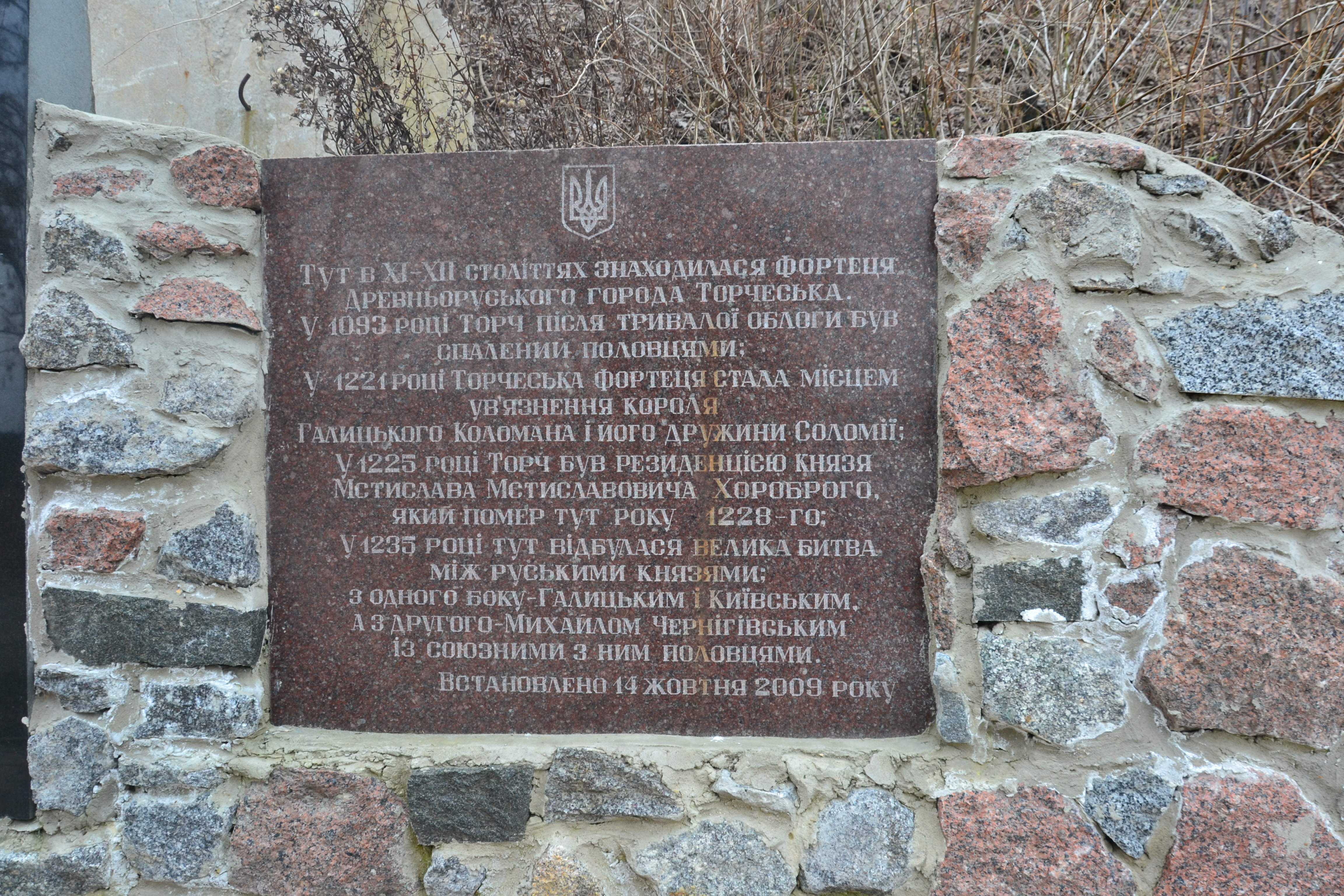
Меморіальний знак